# 西六家子镇
西六家子镇，是中华人民共和国辽宁省阜新市彰武县下辖的一个乡镇级行政单位。原西六家子蒙古族满族乡改制为镇。

## 行政区划
西六家子镇下辖以下地区：
烧锅坨子村、西六家子村、新屯子村、忙海林子村、八家子村、四家子村、三河岔村、白山土村、红山村和大五家子村。